# Chambre de commerce
 (février 2021).
Ne doit pas être confondu avec Chambre de commerce et d'industrie en France.
Pour les articles homonymes, voir CC et CCI.

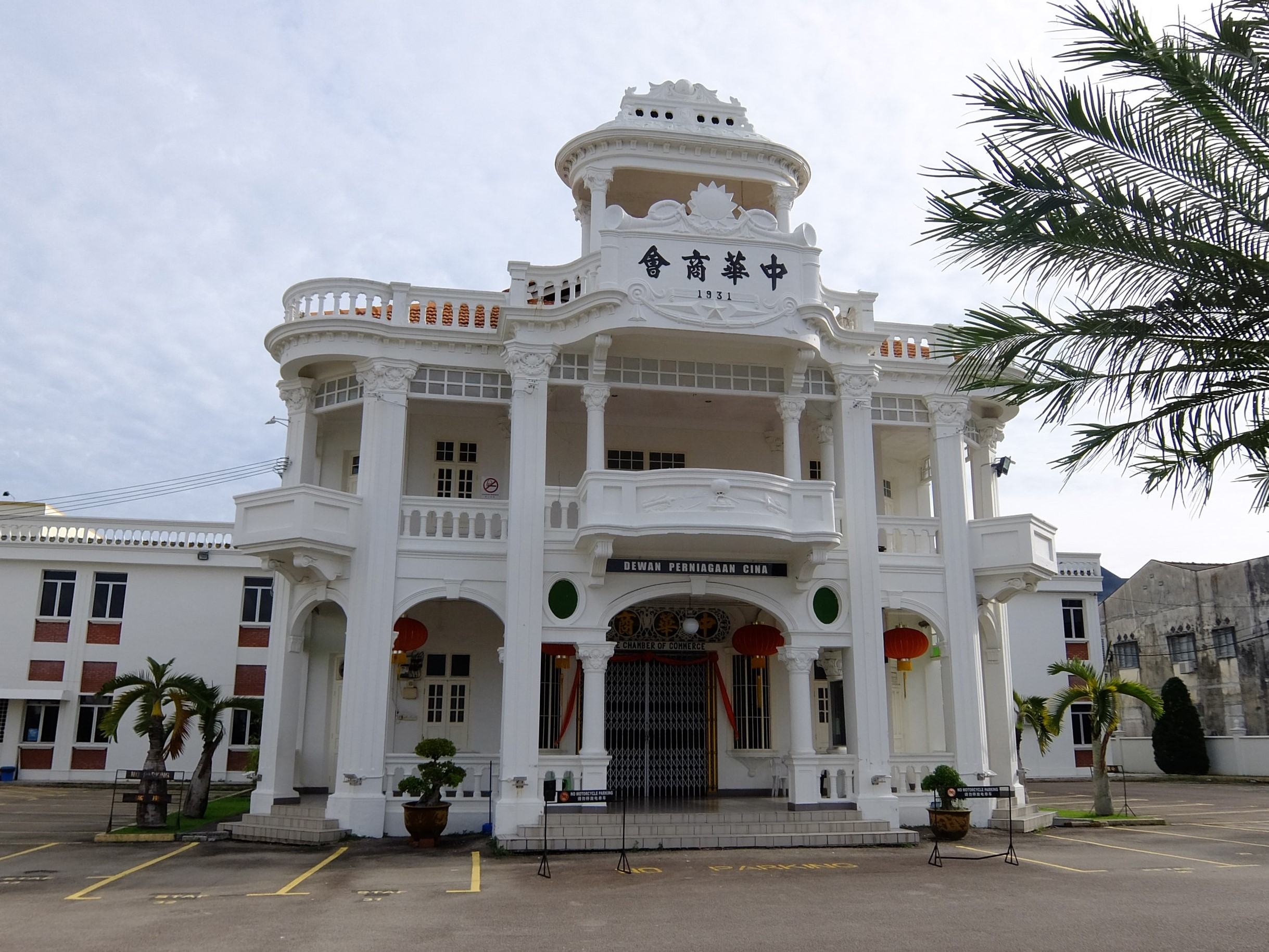
Chambre de commerce chinoise située à Batu Pahat en Malaisie.

Une chambre de commerce (CC) ou une chambre de commerce et d'industrie (CCI) est un organisme chargé de représenter les intérêts des entreprises commerciales, industrielles et de service. Selon les pays, ce sont :
- des organismes publics pour lesquels la participation des entreprises a le caractère de taxes fiscales ou parafiscales (Allemagne, Autriche, Espagne, France, Italie, Pays-Bas…)
- des organismes de caractère associatif pour lesquelles l'adhésion est facultative et qui perçoivent des cotisations (Belgique, Suisse, Canada, États-Unis, Royaume-Uni…).

Il existe aussi des organismes internationaux jouant un rôle similaire, ainsi que des organismes bilatéraux chargés de défendre les intérêts des entreprises d'un pays dans un autre.

## Chambres de commerces
- Chambre de commerce internationale ;
- Algérie : Chambre algérienne de commerce et d'industrie ;
- Belgique : Chambre de commerce et d'industrie en Belgique ;
- Burkina Faso : Chambre de Commerce et d'Industrie du Burkina ;
- Cambodge : Chambre de commerce franco-cambodgienne ;
- Canada : Chambre de commerce du Montréal métropolitain ;
- Côte d'Ivoire : Chambre de commerce et d'industrie ;
- États-Unis : Chambre de commerce et d'industrie de Chicagoland ;
- France : Chambre de commerce et d'industrie en France, Chambre de commerce et d'industrie française au Japon, en Russie, au Canada et en Chine ;
- Luxembourg : Chambre de commerce ;
- Malaisie : Chambre de commerce et d'industrie en Malaisie[1] ;
- Suède : Chambre de commerce suédoise en France ;
- République démocratique du Congo : Chambre de commerce internationale RDC
- Autres chambres de commerce : voir Tous les articles commençant par « Chambre de commerce ».